# Claude Karnoouh
Claude Karnoouh, né le 25 mars 1940 à Paris 18e et mort le 12 septembre 2021 à Bucarest en Roumanie (l'un de ses sujets d'étude), est un anthropologue, philosophe, essayiste et réalisateur de films documentaires français. Pour avoir apporté son soutien à Robert Faurisson sur des questions de méthodologie, il a été impliqué dans une controverse sur l'historiographie de la Shoah.

## Biographie
Claude Karnoouh est né dans une famille juive non pratiquante : ses grands-parents et une grande partie de sa famille élargie maternels sont morts dans les camps d'extermination nazis en Pologne.

### Carrière universitaire
Spécialiste d'anthropologie politique et culturelle, ainsi que de philosophie de la culture, il travaille pendant une grande partie de sa carrière sur les rites de passage des communautés rurales des Carpates du Nord de la Roumanie, avant que son travail ne s'oriente vers l'interprétation des bases ethnologiques et philosophiques de la pensée du nationalisme ethnique, sur la disparition de la civilisation paysanne, sur la construction des musées d'art populaire, sur les relations entre l'art et la politique.
Il est chercheur au CNRS entre 1968 et 2005 (section sociologie-démographie), mais aussi chargé de cours d'anthropologie à l'université Paris-Nanterre, à l'université Paris-Sorbonne et à l'Institut national des langues et civilisations orientales (INALCO). Il enseigne à Charlottesville (États-Unis), à l'université d'Urbino (Italie), à l'université de Budapest (Hongrie) et à l'université Saint-Joseph de Beyrouth (Liban).
Il est détaché entre 1991 et 2002 à l'université Babeș-Bolyai de Cluj (Roumanie) et au Szechenyi Collegium de Budapest (Hongrie).
D'octobre 1996 à février 1997 et d'octobre 1998 à février 1999 il est pensionnaire au Collegium de Budapest (Hongrie).
Depuis 1968 il donne des conférences dans divers pays européens et aux États-Unis d'Amérique.
Pendant sa carrière, il est attaché aux institutions suivantes : groupe de recherches sociologiques (CNRS-Université Paris X-Nanterre) 1968-1984, IMSECO (Institut du monde soviétique, d'Europe centrale et orientale, CNRS-Paris IV) 1984-1998, Centre de recherche sur l'Europe médiane (INALCO, 1999-2005).
Il prend sa retraite en mars 2005.
Il a été de 2008 à 2011 professeur invité de philosophie de la culture à l'université de Bucarest (Roumanie) et depuis 2013, professeur invité au département d'anthropologie de la même université.

### Autres activités
Il a été rédacteur en chef de la revue Études rurales de 1971 à 1981, membre de la rédaction de Communication and Cognition (université de Gand (Belgique), puis membre de la rédaction de la Revue des Études slaves de 1996 à 2010.
Membre du Réseau Voltaire, il entre dans la direction de celui-ci en 2005 mais en en démissionne peu après à la suite de la controverse suscitée par ses critiques sur l'historiographie de la Shoah.
Il été co-rédacteur en chef de la revue La Pensée libre (lapenseelibre.org) et depuis 2009 publia régulièrement des articles dans trois revues roumaines politiques et culturelles d'inspiration à la fois marxiste et heideggerienne : CriticAtac, Cultura et Argumente si Fapte.

## Controverse sur l'historiographie de la Shoah
Contrairement à ce qu'ont affirmé ses adversaires, Claude Karnoouh n'a jamais pris des positions négationnistes mais a affirmé que la mémoire de la Shoah a été instrumentalisée pour des raisons politiques et en 1981, dans un essai, il a revendiqué son adhésion à la position de Noam Chomsky sur la liberté d'expression, expliquant que « ce n'est ni à l'État ni à la justice d'instaurer un « dogme de vérité en histoire » concernant la Shoah, mais que la vérité dans le discours historique incombe à la responsabilité des historiens, et d'eux seuls ».
C'est dans cette logique qu'il apporte son soutien à Robert Faurisson et écrit : « je crois qu'effectivement les chambres à gaz n'ont pas existé ; un certain nombre de « vérités de l'histoire officielle » ont fini par être révisées ». Pour Claude Karnoouh, « si j'ai des réserves ou même de franches oppositions avec Faurisson, elles ne concernent pas les arguments techniques qu'il fournit pour démontrer l'inexistence de chambres à gaz, mais deux problèmes interdépendants : son estimation du nombre des victimes et son interprétation du nazisme ». Par ailleurs, pour Claude Karnoouh, Le Journal d'Anne Frank est un « faux postfactum » rédigé par le père de la jeune fille d'après des notes, expurgées, de celles-ci.
En décembre 1989, il précise exactement sa position dans une lettre envoyée à la revue La Nouvelle Alternative : « S'il est vrai qu'en un certain temps j'ai, comme Noam Chomsky, plaidé pour la liberté d'expression contre les procès d'opinion, et ce pour quelqu'un (Faurisson) dont je ne partageais pas l'essentiel des opinions (quoi qu'il en dise aujourd'hui), il est faux, voire mensonger d'affirmer que dans le long essai que j'ai écrit à cette occasion, « De l'Intolérance », et que votre lecteur rappelle, j'ai pu à un moment quelconque, nier le génocide des juifs pendant la Seconde Guerre mondiale ». En somme pour Karnoouh la Shoah est réelle (et éprouvée dans sa famille), mais certains faits particuliers comme les chambres à gaz peuvent être soumis à questionnement comme de possibles instrumentalisations a posteriori et méritent pour cela d'être revus sine ira nec studio (sans passion dans l'étude).

## Publications
- Articles édités en collaboration avec Bruno Drweski et Jean-Pierre Page, La Pensée libre, entre tradition, modernisme et postmodernisme, Tome 1 et 2, Sarrebruck, 2014  (ISBN 978-3-8417-7397-5).
- Raport asupra postcomunismului și alte eseuri incorecte politic (« Rapport sur le post-communisme et autres essais politiquement incorrects », traduits du français en roumain par Teodora Dumitru), Alexandria Publishing House, Suceava 2014.
- L'Odyssée du brave soldat Alexa : une chronique rimée de la Première Guerre mondiale, bilingue, français-roumain, notes et commentaires traduits du français par Teodora Dumitru, Bucarest, Édition du Musée national de la littérature, 2014.
- Autoportrait d'un adolescent vieillissant : un petit roman sociographique, Éditions du Présent littéraire, Arad 2011.
- La Grande braderie à l’Est ou Le pouvoir de la kleptocratie, sous la direction de Claude Karnoouh et Bruno Drweski, éd. Le Temps des cerises, Pantin 2005 : « Introduction » et « de la chute du communisme à la tiers-mondisation ».
- L'Europe post-communiste : essai sur la globalisation, L'Harmattan, 2004.
- Adio diferenției (« Adieu à la différence »), 2e édition augmentée, Cluj, Ideea, 2001, 170 p.
- Postcommunisme fin de siècle : essai sur l'Europe du XXIe siècle, L’Harmattan, 2000,  (ISBN 2738489664).
- Vivre et survivre en Roumanie communiste, L’Harmattan, 2000 (en roumain à Dacia, Cluj 1999).
- Comunism postcomunism și modernitate târzie, Iași, ed. Polirom, 2000.
- Cronica unui sfîrșit de secol (Chronique d’une fin de siècle), série d’essais publiés dans la revue Dilema (Bucarest) entre 1994 et 1998, Cluj, Dacia, 200 p.
- Dușmani noștri cei iubiți, Iași, Polirom, 1997.
- Petites chroniques d'Europe orientale et d'ailleurs, Acratie, 1996.
- Adio diferenței (traduction roumaine d’Adieu à la différence), Cluj, Dacia, 1994, 189 p.
- Românii. Tipologii și mentalități (traduction roumaine de L'Invention du peuple), Bucarest, Humanitas, 1994.
- Adieu à la différence : essais sur la modernité tardive, Arcantère, 1993.
- Consensus et dissensions dans la Roumanie de Ceaușescu, Acratie, 1992.
- L'invention du peuple. Chroniques de Roumanie, Arcantère, Paris 1990,  (ISBN 978-2-296-05859-0) et 2e édition revue corrigée et augmentée d'une postface, L'Harmattan, Paris 2008.
- Paysans, femmes et citoyens, Actes Sud, 1980.
- Le rite et le discours : introduction à la lecture de la versification populaire, Gand, 1983.
- Paysans et nations d'Europe centrale et balkanique, Maisonneuve et Larose, 1985.
- Populisme, restauration et utopie, 1987.
- « De l'usage du folklore ou Les avatars du folklorisme », in Paysans & Nations d'Europe centrale et balkanique, éd. par Cath. Durandin, Altan Gokalp, J-Ch Szurek, St. Damianakos et Cl. Karnoouh, Paris, Maisonneuve & Larose, 1985, 320 p. Dans le même volume : « Repenser le folklore ? introduction au premier chapitre ». Traduction anglaise in Epistemology and Process: Anthropological views, edit by R. Rubinstein & R. Pinxten, Gand, Communication & Cognition, 1985.
- « Le paradoxe de l'observation en ethnologie », in Theory of Knowledge, ed. by R. Pinxten et Cl. Karnoouh, Gand, Communication & Cognition, 1980, 131 p. Résumé in Philosophical index, Ohio State University Press, 1983.

### Autres publications
Claude Karnoouh est l'auteur d'environ trois cents articles publiés dans diverses revues et en diverses langues.

## Filmographie
- Jours tranquilles en Lorraine : réalisateurs Jean Arlaud (Université Paris-VII) et Claude Karnoouh (CNRS-Paris) ; producteurs : Comité du film ethnographique du Musée de l'Homme et Groupe de recherche sociologique du CNRS ; distributeur CNRS, Paris-Meudon. Ce film a reçu le prix du documentaire du Centre national du cinéma en 1976.
- Retour au Maramures, quinze ans après : réalisé avec la télévision roumaine TVR2, juin 2000 : ce documentaire montre les transformations de cette région dans l'après-communisme.
- Conservation et dévastation : autour des ruines du château de Bontida, documentaire de la chaîne TVR 2, 52 min, en collaboration avec Carmen Cristian, Juin 2001, dénonçant les insuffisances de la politique de conservation du patrimoine en Roumanie.